# 関智
関 智（せき さとる、1957年3月26日 - ）は、東京都出身の日本の編集者、プロデューサー。元徳間書店の編集者。

## 概要
- 1957年東京都生まれ。日本大学藝術学部映画学科卒。株式会社剄文社入社。西海岸の暴走族の実体を激写した長濱治写真集「ヘルズエンジェルズ」やＹＭＯのマニピュレーター松武秀樹「たった一人のフルバンド」などの話題作を手がける。
- その後、フリーとして「POPEYE」「BRUTUS」「宝島」など、カルチャー雑誌の企画・編集に参加。
- 1983年、徳間書店に入社。SF専門誌「SFアドベンチャー」編集部に在籍。
- 小松左京、筒井康隆、平井和正、新井素子、夢枕獏、田中芳樹、菊地秀行、大原まり子、神林長平など幅広く作家を担当する。
- 雑誌リニュアル時の編集長就任。当時としては画期的な全面DTPを使った構成と、大幅にヴィジュアルを導入した小説誌として話題を集める。
- この頃からBSN（新潟放送）「東京トレンディ・ナウ」のラジオ・パーソナリティを10年に渡りつとめる。
- 小説誌を経て、徳間書店とコミックギャラリーが企画した少年向け漫画雑誌「MANGA BOYS」の創刊スタッフとして参加。
- その後、文芸書籍編集部で、花井愛子「マネーストリッパー」、人気コラムニストのナンシー関「ヴィンテージ・ギャグの世界」、川又千秋の人気シミュレーション「真珠湾艦隊」シリーズやホラーノベル・シリーズ「ナイトメア・ファイル」を立ち上げ、後の大藪春彦賞作家・平山夢明を長編デビューさせる。
- 1996年、デジタルコンテンツ開発局に異動。大ベストセラー小説「銀河英雄伝説」のゲーム化をプロデュース。97年セガサターン、98年プレイステーションで同タイトルがヒット。
- 1999年、自らが原案、シナリオ、プロデュースを手がけたプレイステーション用ソフト「とんでもクライシス！」をリリース。国内外で30万本のヒット。
- 2002年プレイステーション２用ソフト「ストリート・ゴルファー」を企画・プロデュース。
- 2003年ファミリーレストラン用端末プラスeに「超能力でGO!」をリリース。
- 2005年WEBサイト「アメリカクラブ」サイト・プロデュース。
- 2006年ソフトバンク配信型マガジン「ユビオ」編集長。
- 2008年KKベストセラーズ入社。クロスメディア事業部部長
- 田辺まりこ「枯れない男のsexテクニック」をプロデュースベストセラーに。
- 谷村新司初小説集「昴」を担当。谷村新司還暦&出版記念式をプロデュース。
- 登山家・栗城史多の事務局長に。
- 2013年、飯野 賢治、江口 勝敏、竹内 宏彰、伊藤 穰一らとILCAの学校を立ち上げる。
- 2017年VRアニメーション「Brush Bunnyと百鬼夜行」をプロデュース。
- 東放学園デジタル文芸科講師。日本電子学園モバイルビジネス科講師。
- 日本脚本家連盟スクール放送作家コース講師を経て日本工学院非常勤講師。
- 現在は刺激スイッチ研究所所長[いつ?]。

## ゲーム
- 「銀河英雄伝説」セガサターン プロデュース。
- 「銀河英雄伝説PLUS」プレイステーション　プロデュース。
- 「とんでもクライシス!」プレイステーション　※原案・企画・プロデュース。
- 「ストリート・ゴルファー」プレイステーション２　シナリオ・プロデュース。
- 「森永卓郎のお金の新常識」ニンテンドーDS原案・企画。
- 「珍スポーツ」wii　原案・企画。

## モバイル・ゲーム
- 「ストリート・ゴルファー」（ドコモ・ソフトバンク）
- 「とんでも！人生ゲーム」（ドコモ・ソフトバンク）
- 「宇津木員夫の芸能ワイド」（ドコモ・AU・ソフトバンク）
- 携帯配信型マガジン「yubio(ユビオ)」　ソフトバンク

## webサイト
- 「アメリカクラブ」サイト・プロデュース。シナリオ執筆
- 「にこにこマイファーム」プロデュース（サン電子）（終了）
- 「栗城史多オフィシャルページ」
- 「こころスピラーレ」
- 「codonaHAUS」

## 単行本
- 「虚無回廊」小松左京（徳間書店）
- 「地球樹の女神」平井和正（徳間書店）
- 「いそがば渦巻き」　かんべむさし（徳間書店）
- 「ヴィンテージ・ギャグの世界」　ナンシー関（徳間書店）
- 「オタクと三人の魔女」大原まり子（徳間書店）
- 「SINKER　沈むもの」平山夢明（徳間書店）
- 「十戒——聖なるストーカー」　和田はつ子（徳間書店）
- 「マネーストリッパー」花井愛子（徳間書店）
- 「愛と青春のサンバイマン」藤井青銅（徳間書店）
- 「真珠湾艦隊」　川又千秋（徳間書店）
- 「辰巳琢郎のリフォーム夢家族」　辰巳琢郎（講談社）
- 「アジアン・ティーの世界」（講談社）
- 「歴史WEB」（デザイン協力）　藤井青銅（日本文芸社）
- 「ジョイ石井　体のSOS処方します」（アントレックス）
- 「ジョイ石井　相手の心の中がわかる会話術」（アントレックス）
- 「昴」谷村新司　（KKベストセラーズ）
- 「歌写」　CHAGE　（KKベストセラーズ）
- 「勝手にしやがれ」河村シゲル（KKベストセラーズ）
- 「枯れない男のSEXテクニック」田辺まりこ　（KKベストセラーズ）
- 「一歩を越える勇気」栗城史多　（サンマーク出版）
- 「NO LIMIT」栗城史多　（サンクチャリ出版）
- 「老いてNOW！」田辺まりこ　（ヒカルランド）
- 「ひとてま美人」保志名勝　（ヒカルランド）
- 「ありがとう、お母さん」近藤昌平編　（祥伝社）
- 「Facebook100の言葉」1、2、3　　北原照久　（サンクチュアリ出版）
- 「和印」北原照久　（たちばな出版）
- 「世界のビール博物館」藤原ヒロユキ　（ワイン王国）
- 「北原コレクション　笑話」北原照久　（評言社）
- 「北原コレクション　広告」北原照久　（評言社）
- 「なぜ走る」　佐藤良一　(YAMANOVA)
- 「OIRAK」ネコパブリッシング（編集長）
- 「旬の極旨紀行」NANOぴあ（編集長）
- 「ゴージャズ・エステを極める」（日本文芸社）

## 主なイベント出演等リスト
- 「孤独のグルメ実食&ミニライブ」原作者・久住昌之出演
- 「横山宏のここだけの話」横山宏
- 「業界あるあるナイト」藤井青銅
- 「ingress meetup」